# Mario Cayota
Mario Juan Bosco Cayota Zappettini (Montevideo, 18 de agosto de 1936 - 3 de mayo de 2023) fue un político, diplomático, docente e historiador católico uruguayo.

## Biografía
Sus padres fueron Eduardo Cayota y Aída Zappettini. Se casó con María Cristina Dufour Mirassou, con quien tuvo cinco hijos.
Doctorado en Filosofía por la Universidad de La Plata (Argentina). Se dedicó a los estudios históricos y la docencia. Fue profesor de filosofía e historia en Enseñanza Secundaria y dictó numerosos seminarios a nivel universitario. También en la Universidad de Petrópolis (Brasil), la Pontificia Universidad Católica de Chile y la Universidad de Trento (Italia). Por más de treinta años enseñó en la Facultad de Teología del Uruguay Mons. Mariano Soler (ex Instituto Teológico del Uruguay).
Participó con múltiples ponencias en numerosos congresos y seminarios tanto en el Uruguay como en el exterior. Asimismo escribió variados artículos para diarios y revistas del país y el exterior.
Fue presidente del Partido Demócrata Cristiano por varios años, integrante del Frente Amplio, desempeñándose en el cargo de Vicepresidente hasta noviembre de 2006. En el período 2000-2005, fue elegido edil de la Junta Departamental de Montevideo, y asimismo Presidente de este Cuerpo, por unánime elección de todos los partidos integrantes de dicha Corporación Municipal.
En el ámbito eclesial, era terciario franciscano y fue Ministro de la Orden Franciscana Seglar. Tiene numerosos estudios publicados en torno a los movimientos pauperísticos medievales y también sobre la Espiritualidad Franciscana. Fue director del Centro Franciscano de Documentación Histórica (CEFRADOHIS), de proyección latinoamericana. 
En la Arquidiócesis de Montevideo se desempeñó como responsable de Pastoral de Zona I y participó en el IV Sínodo Arquidiocesano (2005) como representante de los movimientos laicales. Dictó numerosas conferencias, cursos y talleres de formación en el ámbito de la iglesia uruguaya, incluso a solicitud de la Conferencia Episcopal del Uruguay.
Fue embajador del Uruguay ante la Santa Sede entre 2006 y 2011. 
El 4 de enero de 2018 presentó las cartas credenciales al papa Francisco, volviendo a asumir el cargo de Embajador del Uruguay ante la Santa Sede.

## Obras publicadas
- Cristianos y cambio social en el Uruguay de la modernización (1896-1919) (en coautoría con Carlos Zubillaga. CLAEH - Ediciones de la Banda Oriental, Montevideo, 384 pp. 1989)
- Siembra entre brumas. Utopía Franciscana y Humanismo Renacentista: una alternativa a la Conquista (Comunidad del sur, Montevideo, 539 pp. 1990)
- Una visión del hermano Francisco desde el sur (Cuadernos Franciscanos del Sur, N.º 1, CIPFE, Montevideo, 70 pp. 1990)
- Optar por los pobres, aunque nos marquen con el hierro, Cuadernos Franciscanos del Sur, N.º 5, CIPFE, Montevideo, 182 pp. 1993)
- Artigas y su derrota: ¿frustración o desafío?, Taurus, Montevideo, 600 pp. 2009)
- Un ciudadano ilustre y su inicuo destierro: José Monterroso, Cuadernos Franciscanos del Sur, N.º 8, CEFRADOHIS, Montevideo, 86 pp. (2010